# L100 (résistance belge)
Pour les articles homonymes, voir L100 (homonymie).
Le groupe L100 était un mouvement de la résistance armée belge durant la Seconde Guerre mondiale qui opéra surtout dans le sud du pays, à Bruxelles et à Louvain. Il fut fondé par Henri Javaux, qui, détaché au service de la France s'était illustré lors de la Première Guerre mondiale et  fut décoré de la Croix de Guerre avec étoile d’argent et
fait Chevalier, en 1929, puis officier, en 1937 de la Légion d’Honneur.

## Histoire
Avant l'invasion allemande, Henri Javaux est un agent du renseignement pour la France, la Grande-Bretagne et la Belgique. Le groupe français à l'origine, tarda à se mettre en place et se fit déborder par l'avancée allemande. Les Français se désintéressèrent du projet. Henri Javaux continua néanmoins à le mettre sur pied, il se spécialisera dans le sabotage ferroviaire. Après guerre, Henri Javaux tenta d'obtenir une reconnaissance officielle de la France et de la Belgique. Il obtint des premiers une authentification des actes de guerre menés par les membres du groupe mais pas de reconnaissance de celui-ci en tant que tel et faillit bien ne rien obtenir des seconds, la Belgique arguant du fait qu'il s'agissait d'un mouvement français. Finalement, le groupe sera officiellement reconnu par la Belgique, le 10 juin 1965.

## Commandement
- Henri Javaux

### Reconnaissance
Le groupe L100 sera reconnu officiellement comme mouvement de résistance armée le 10 juin 1965.